# Chris Leiferman
Chris Leiferman né le 23 août 1986 à Truman aux États-Unis est un triathlète professionnel, multiple vainqueur sur triathlon Ironman et Ironman 70.3.

## Biographie

### Jeunesse
Chris Leiferman est né et a grandi à Truman dans le Minnesota avec ses trois frères, tous pratiquaient le base-ball et la lutte, mais en plus Chris a pris des cours de danse de claquettes pendant ses classes de primaire.  Son frère ainé Adam ayant un présentiment l'inscrit à son insu à un triathlon en 2008 où il se révèlera très doué et sa passion pour ce sport commença là. Plus tard, il étudie à l'Université du Minnesota, la biologie de la faune. Pendant neuf mois Chris travaille avec son père comme électricien et déménage en 2010 à Longmont dans le comté de Boulder (Colorado) où il a obtenu son diplôme en sciences de la santé et de l'exercice à l'Université du Colorado à Boulder, il est devenu en parallèle d'être un triathlète professionnel, entraîneur de natation.

### Carrière de triathlon
Deux années après être passé professionnel, il obtient sa première victoire en 2016 au Canada à l'Ironman Mont-Tremblant devant Jordan Rapp avec cinq minutes d'écart. Il confirme deux mois plus tard, par un nouveau succès à l'Ironman 70.3 Austin. Il remporte en 2018 l'Ironman Louisville et l'Ironman Boulder devant l'Australien Joseph Gambles. Il finit 10e du championnat du monde d'Ironman à Kailua-Kona (Hawaï) en 2019. La même année il remporte l'Ironman 70.3 Boulder pour huit secondes devant le Bermudien Tyler Butterfield. En 2020 pour sa dernière saison, il devance à l'Ironman Floride son compatriote Matt Hanson pour le trophée.

### Vie privée
Le 14 novembre 2015 à Littleton, Chris épouse la triathlète amatrice et agente immobilier Zana Buttermore-Baca, qu'il a connu durant ses études à Boulder,. Ensemble, ils créent une marque de pommade apaisante pour les douleurs de selle destinée à être appliquée après la douche d'après course, cyclisme ou triathlon.

## Palmarès
Le tableau présente les résultats les plus significatifs (podium) obtenus sur le circuit international de triathlon depuis 2014,.
| Année | Compétition                       | Pays       | Position           | Temps           |
| ----- | --------------------------------- | ---------- | ------------------ | --------------- |
| 2020  | Ironman Floride                   | États-Unis | Médaille d'or      | 7 h 52 min 44 s |
| 2020  | The Great Floridian               | États-Unis | Médaille d'or      | 2 h 34 min 42 s |
| 2019  | Ironman 70.3 Boulder              | États-Unis | Médaille d'or      | 3 h 44 min 32 s |
| 2018  | Ironman Louisville                | États-Unis | Médaille d'or      | 7 h 34 min 8 s  |
| 2018  | Ironman Boulder                   | États-Unis | Médaille d'or      | 8 h 7 min 55 s  |
| 2018  | Ironman 70.3 Marbella             | Espagne    | Médaille d'argent  | 3 h 57 min 47 s |
| 2017  | Ironman 70.3 Californie           | États-Unis | Médaille d'argent  | 3 h 53 min 15 s |
| 2016  | Ironman 70.3 Austin               | États-Unis | Médaille d'or      | 3 h 23 min 13 s |
| 2016  | Ironman Mont Tremblant            | Canada     | Médaille d'or      | 8 h 24 min 59 s |
| 2016  | Ironman 70.3 Mont Tremblant       | Canada     | Médaille de bronze | 3 h 53 min 25 s |
| 2016  | Ironman 70.3 Boulder              | États-Unis | Médaille d'argent  | 3 h 42 min 39 s |
| 2016  | Ironman Cozumel                   | Mexique    | Médaille de bronze | 8 h 9 min 11 s  |
| 2016  | Wildflower                        | États-Unis | Médaille de bronze | 4 h 10 min 36 s |
| 2015  | Ironman 70.3 Buffalo Springs Lake | États-Unis | Médaille d'argent  | 3 h 57 min 19 s |
| 2015  | Ironman 70.3 Porto Rico           | Porto Rico | Médaille d'argent  | 4 h 0 min 24 s  |
| 2015  | Wildflower                        | États-Unis | Médaille de bronze | 4 h 12 min 58 s |
| 2014  | Ironman 70.3 Timberman            | États-Unis | Médaille de bronze | 3 h 59 min 19 s |